# Établissement Public de Télévision
Établissement Public de Télévision (arabo: المؤسسة العمومية للتلفزيون), noto anche con l'acronimo EPTV, è l'ente televisivo pubblico dell'Algeria. Trasmette da El Mouradia, Algeri, in arabo, francese, berbero e inglese.

## Storia

### 1956–1962: RTF Télévision
La storia della televisione in Algeria risale all'introduzione della Radiodiffusion-Télévision Française (RTF) nel Paese.
Il 24 dicembre 1956 RTF allestì nel dipartimento francese d'Algeria il primo trasmettitore televisivo a Tamentfoust, a 20 km a est di Algeri, adottando lo standard francese a 819 linee. Il trasmettitore, che era costato 1.200.000.000 di franchi, aveva una potenza di 3 kW, prima di passare a 20 kW nel 1957, e copriva quasi tutta la città di Algeri e gran parte della regione della Mitidja.
Un escamotage tecnico permise la trasmissione simultanea dell'audio in francese e in arabo durante alcuni programmi. La RTF Télévision in Algeria fu la prima TV al mondo a fornire un servizio bilingue, anche in diretta. Le speaker francofone e arabofone si alternavano nella presentazione dei programmi comparendo l'una sullo schermo e facendo la traduzione fuori campo l'altra e viceversa.

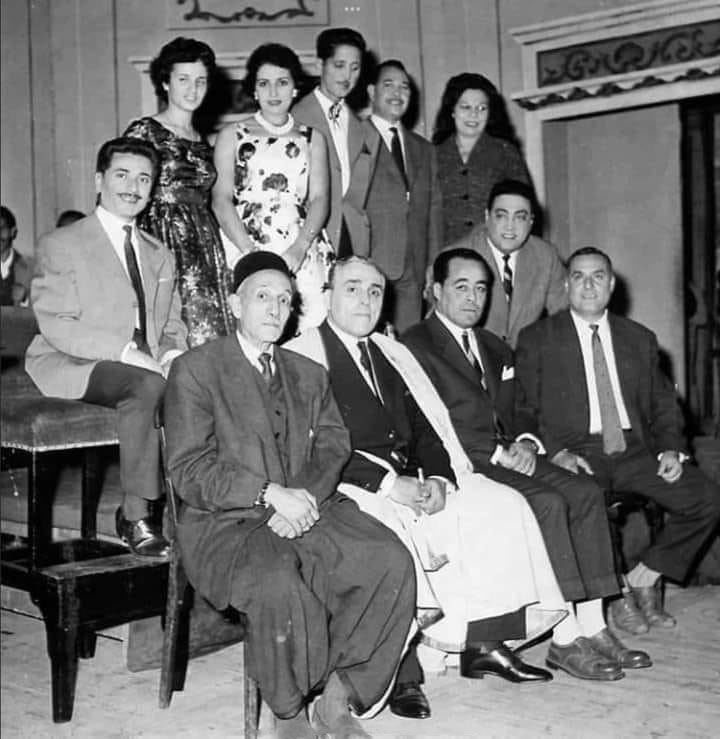
L'inaugurazione della sede televisiva di Costantina nel 1960.

Utilizzato come mezzo di propaganda e portaparola della minoranza europea in Algeria, questo primo canale locale disponeva di 16 giornalisti, dei quali cinque erano cameraman. Nel 1957 ogni settimana venivano trasmesse 31 ore di programmi, costituiti da informazione, film, teatro, musica, opere liriche, varietà, rubriche, reportage sportivi e programmi per i giovani. 11 delle 31 ore erano fornite dalla televisione della Francia metropolitana ed erano essenzialmente quelle di teatro, varietà e opere liriche.
Il telegiornale andava in onda alle 20 e in replica alle 22,30 ed era realizzato interamente in loco con l'apporto dei servizi inviati da United Press e France Vidéo, che si sommavano ai due o tre reportage girati ogni giorno dalla redazione.
Fin dalla nascita la televisione di Stato algerina ebbe, quindi, un'attività intensa e si rivolse a tutte le componenti della popolazione che potenzialmente potevano riceverla. Alla fine del 1957 il numero di telespettatori, per il momento quasi esclusivamente europei, era stimato intorno ai 6.000.
Un secondo trasmettitore televisivo per la città di Algeri fu inaugurato il 22 febbraio 1958 dal direttore generale della RTF Gabriel Delaunay e il 17 dicembre dello stesso anno Orano divenne la seconda città del Paese ad essere fornita di un servizio televisivo tramite l'installazione di un suo trasmettitore.
A gennaio 1960 la rete fu ulteriormente estesa con la costruzione un'analoga attrezzatura presso la stazione sciistica di Chréa, mentre il 26 ottobre entrò in funzione l'antenna di Costantina.
L'ultima edizione in diretta del telegiornale di RTF andò in onda il 30 giugno 1962, vigilia del referendum sull'autodeterminazione del Paese.

### 1962–1986: Radiodiffusion Télévision Algérienne

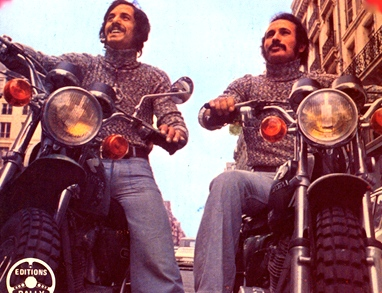
Schermo di RTA (1975) con in primo piano i fratelli Rachid e Fethi, duo di artisti e produttori televisivi algerini.

Il 28 ottobre 1962, appena qualche mese dopo la dichiarazione d'indipendenza del 5 luglio, alla RTF si sostituì la Radiodiffusion-Télévision Algérienne (RTA), che della RTF era stata un'antenna regionale nelle sue prerogative e attribuzioni in Algeria (infrastrutture, edifici, etc.); il 22 gennaio 1963 i due organismi radiotelevisivi firmarono un accordo di cooperazione tecnica. RTA gestiva a quell'epoca tre canali televisivi regionali nelle tre principali città Algeri, Costantina e Orano. Lo Stato stanziò più di 310.000.000 di dinari algerini come budget per acquistare le attrezzature necessarie.
Gli investimenti realizzati dalla società tra gli anni settanta e ottanta permisero l'estensione progressiva della rete e l'ammodernamento di tutte le sue strutture. 
Il completamento della copertura del canale televisivo nazionale fu raggiunto dapprima nel nord del Paese, da Tlemcen a Souk Ahras, il 19 giugno 1970, quando le trasmissioni erano ancora in bianco e nero, mediante l'utilizzo di ponti radio. Parallelamente RTA costruì nuove sedi per ospitare i centri regionali di Costantina, Orano e Ouargla.
Nel 1973, con il passaggio al colore sia degli studi di produzione che di quelli di trasmissione, fu completata un'altra tappa dell'evoluzione dell'azienda: RTA abbandonò lo standard francese a 819 linee e adottò il sistema PAL a 625 linee. 
La copertura del segnale si ampliò ancora nel 1975 con l'inaugurazione dei nuovi centri di trasmissione di Reghiss, Bouilef e Metlili e est e Aïn N'sour, Tiaret, Nador, Hassi Dib, Aflou e Mécheria a ovest.
Il 27 febbraio 1975 RTA raggiunse anche il sud grazie all'impiego del segnale via satellite. Al 1º marzo 1978 risultavano connesse via satellite alla sede di Algeri le stazioni di Béchar, Ouargla, El Oued, Ghardaïa, In Salah, Tamanrasset, Djanet, Tindouf, Adrar, Béni Abbès, Timimoun e El Goléa. La rete dei ponti mobili comprendeva, a partire dal centro nodale di Bouzaréah, 30 stazioni complessive, che erano tecnicamente collegabili anche a circuiti internazionali in tutte le direzioni.
Nel 1982 RTA entrò, quindi, senza difficoltà nel mondo della comunicazione iniziando a partecipare al sistema di scambio d'informazioni e di programmi via satellite con i Paesi arabi ed europei e formando nuove generazioni di tecnici esperti nelle nuove tecnologie.

### 1986–1991: Entreprise Nationale de Télévision
Sul modello di altre imprese del Paese, in seguito al decreto n° 86-147 del 1º luglio 1986, RTA si fece promotrice di una ristrutturazione interna, separando le attività in sua gestione e riorganizzandole in quattro organismi autonomi: l'Entreprise Nationale de Télévision (ENTV) per la televisione, l'Entreprise Nationale de Radiodiffusion Sonore (ENRS) per la radio, l'Entreprise Nationale de Télédiffusion (ENTD) per la rete di diffusione del segnale e l'Entreprise Nationale de Production Audiovisuelle (ENPA) per le operazioni di produzione.

### Dal 1991: Établissement Public de Télévision
La legge n° 91-100 del 24 aprile 1991 elevò ENTV a ente pubblico a carattere industriale e commerciale, governato da un consiglio d'amministrazione e tenuto ad assolvere una serie di compiti istituzionali. Con questa nuova veste la società fu rinominata Établissement Public de Télévision (EPTV).
EPTV a inizio degli anni novanta si aprì alla pubblicità e sviluppò una strategia più aggressiva verso l'estero, in particolar modo verso la comunità nazionale residente in Europa e nel mondo arabo, privilegiando, a livello di programmazione, l'informazione e la cultura. La prima, con finalità politiche, si impegnava a dare un'altra immagine del Paese che non quella della violenza che lo aveva caratterizzato in passato, e la seconda mirava a consolidare i target di riferimento già esistenti. Fu così che nel 1994 venne creato Canal Algérie, la nuova rete generalista, prevalentemente in lingua francese, orientata all'Europa, che da giugno 2002 in Francia fu resa disponibile anche sulla rete cablata Noos. Un terzo canale, A3 (o Algérie 3), in lingua araba, orientato verso il mondo arabo, fu attivato il 5 luglio 2001 avvalendosi del satellite Arabsat.
Dopo il debutto su satellite, nel 2007 i canali di EPTV cominciarono a trasmettere anche sulla televisione digitale terrestre (DTT). Il sistema DTT, migliorando la qualità del suono e dell'immagine, permise anche la moltiplicazione dei canali. Il processo di digitalizzazione fu avviato nelle città del Paese più grandi (Algeri, Costantina e Orano) e raggiunse poi, per tappe, tutto il territorio nazionale, mettendo fine alle vecchie trasmissioni analogiche. Il primo multiplex algerino, presentato alla conferenza dell'Unione internazionale delle telecomunicazioni, comprendeva sei canali televisivi, ovvero TV1, Canal Algérie, A3 e tre canali tematici dedicati a cultura, economia e sapere. L'azienda stanziò un importo di 13 miliardi di dinari per la costruzione di una sede per alloggiare questi canali e per l'acquisto delle attrezzature necessarie.
Il 18 marzo 2009 EPTV lanciò altri due canali televisivi: TV Tamazight 4, una rete generalista nelle varie lingue berbere presenti in Algeria (cabilo, tashawit, tumzabt, tuareg e altre), e Coran TV, un canale tematico consacrato alla religione musulmana.
Durante un discorso pronunciato ad aprile 2011, in piena primavera araba, il Presidente della Repubblica Abdelaziz Bouteflika promise di liberalizzare il settore della radiotelevisione; di lì a poco il governo autorizzò l'introduzione di diverse emittenti private che trasmettevano dall'estero, ponendo così fine al monopolio della TV di Stato.
Il 28 ottobre 2015, in occasione del 53º anniversario del recupero della sovranità nazionale sulla radio e sulla televisione da parte dell'Algeria, EPTV lanciò il suo primo canale in standardizzazione HD, che consisteva in un simulcast di A3 in alta definizione trasmesso attraverso il satellite Nilesat.
Il 25 marzo 2020 EPTV annunciò l'esordio di un canale via satellite destinato alle famiglie, TV6, che offriva un palinsesto di cartoni animati e film per bambini, oltre a teleromanzi, film e match del campionato algerino di calcio. Il giorno successivo A3 fu trasformato in un canale specializzato nell'informazione, con telegiornali, notizie flash, dibattiti e programmi di approfondimento di economia, ambiente, sport e cultura.
Il 19 maggio, in piena pandemia di COVID-19, EPTV dette vita al suo 7º canale con El Maarifa, dedicato alla didattica e all'insegnamento a distanza, prima rete pubblica ad offrire questo tipo di servizio in Algeria.
Il 1º novembre dello stesso anno vide la luce anche La mémoire TV (TV8), specializzato in Storia dell'Algeria.
Contestualmente fu completato anche il passaggio all'alta definizione (HD) dell'insieme dei canali pubblici.
Il 26 maggio 2022 EPTV arricchì ulteriormente il proprio bouquet con TV9, una rete rivolta alla politica e alle attività quotidiane del parlamento algerino.

## Organizzazione

### Statuto
EPTV è un ente pubblico a carattere industriale e commerciale sotto la tutela del Ministero della Comunicazione, dotato di personalità giuridica e di autonomia finanziaria.
Deteneva fino al 2014 il monopolio dell'emittenza in Algeria.
È membro dell'Unione di Radiodiffusione degli Stati Arabi (ASBU) e dell'Unione europea di radiodiffusione (UER) dal 1970; è anche azionista allo 0,15 % di EuronewsNBC e dei canali internazionali d'informazione Euronews e Africanews e della webradio Euronews radio.

### Sedi

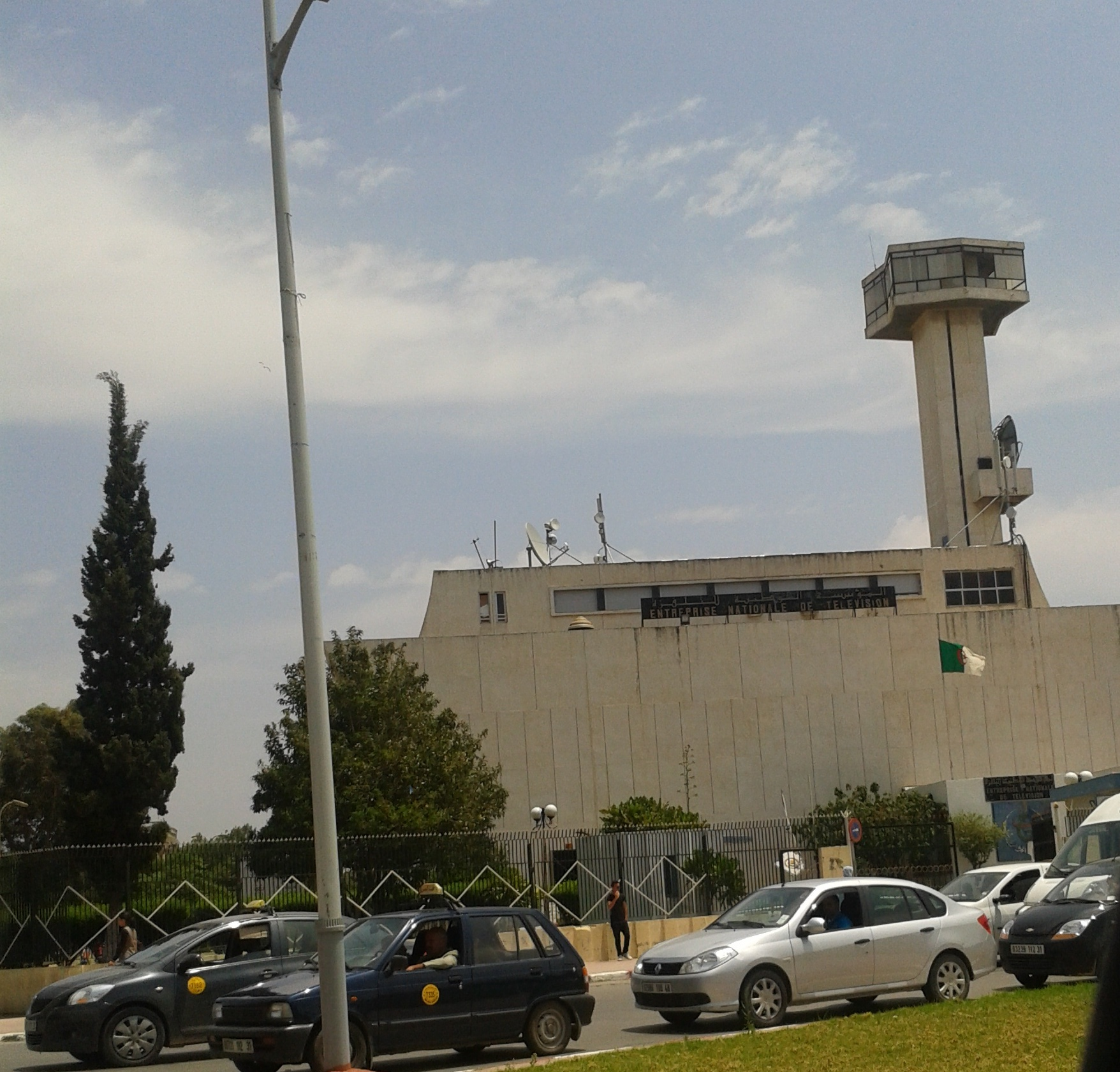
Sede regionale di EPTV a Orano.

La sede principale di EPTV è situata in un immobile a El Mouradia (Algeri) insieme a Radio algérienne. L'immobile era già 
occupata da Radiodiffusion-Télévision Française (RTF), che l'aveva costruit a per 1.200.000.000 di franchi tra il 1954 e il 1955, ed era entrata in funzione tre fine 1957 e inizio 1958.
Le infrastrutture tecniche delle quali disponeva la produzione alle origini erano:
- 3 studi televisivi di 270-174-145 m²;
- 2 cabine per gli speaker;
- 1 studio di post sincronizzazione;
- 2 studi di proiezione;
- 1 laboratorio di sviluppo;
- 1 laboratorio di tiraggio film;
- 1 laboratorio di fotografia;
- 5 sale di montaggio film;
- 1 cineteca;
- 1 sala cinema televisiva;
- 1 atelier di costruzione delle scenografie.

EPTV possiede anche quattro centri regionali a Costantina, Orano, Ouargla e Béchar.

### Direttori generali di RTA/ENTV/EPTV

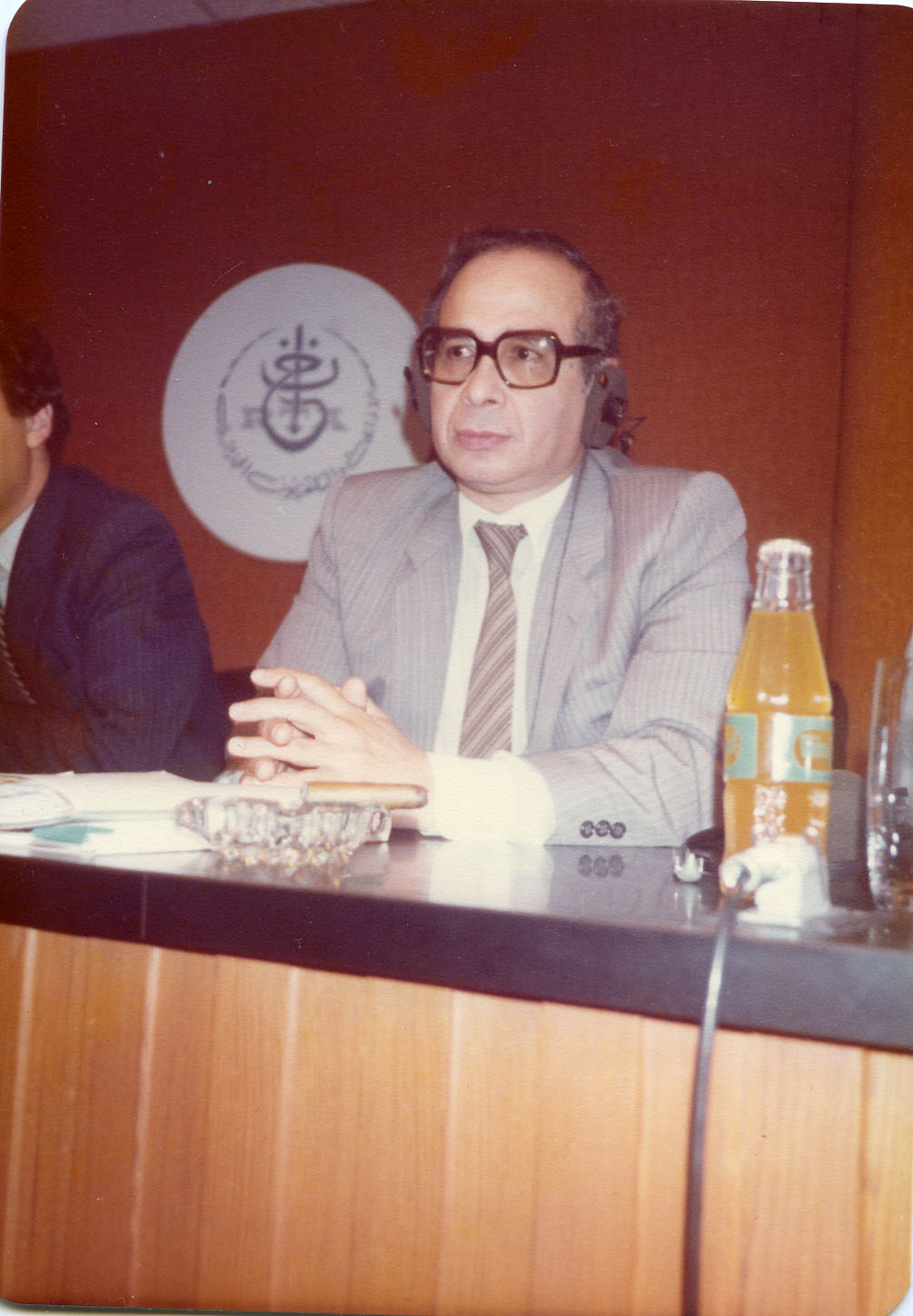
Abderrahmane Laghouati, vecchio dirigente di RTA.

Établissement Public de Télévision è amministrata da un direttore generale nominato per decreto presidenziale, assistito da un direttore generale aggiunto.
- 1963 – : Aïssa Messaoudi
- – : Abderrahmane Laghouati
- 1990–1992: Abdou Benziane
- 1993–1994: Abdou Benziane
- 1998–2008: Habib Chawki Hamraoui
- 2008–2012: Abdelkader Leulmi
- Dal 2012 al 25 marzo 2019: Tewfik Khelladi
- Dal 25 marzo 2019 al 25 maggio 2019: Lofti Chriet
- Dal 25 maggio 2019 al 7 gennaio 2020: Salim Rebahi
- Dal 9 gennaio al 21 gennaio 2020: Fethi Saidi (interim)
- Dal 27 gennaio 2020 al 2 maggio 2021: Ahmed Bensabane
- Dal 2 maggio al 31 maggio 2021: Fethi Saidi (interim)
- Dal 31 maggio 2021 a dicembre 2022: Chabane Lounakel
- Da dicembre 2022: Nadir Boukabes

## Servizi
EPTV gestisce 7 canali televisivi nazionali e 1 network formato da 5 canali televisivi regionali. È inoltre azionista di 2 canali televisivi e 1 webradio internazionali. 

### Televisione

#### Canali nazionali
| Logo | Canale                                                      | Data di creazione | Azionisti  |
| ---- | ----------------------------------------------------------- | ----------------- | ---------- |
|      | TV1 Canale generalista arabofono                            | 24 dicembre 1956  | 100 % EPTV |
|      | Canal Algérie Canale generalista prevalentemente francofono | 1994              | 100 % EPTV |
|      | TV3 Canale d'informazione arabofono                         | 26 marzo 2020     | 100 % EPTV |
|      | TV Tamazight 4 Canale generalista berberofono               | 18 marzo 2009     | 100 % EPTV |
|      | TV5 Canale tematico religioso                               | 18 marzo 2009     | 100 % EPTV |
|      | TV6 Canale dedicato ai giovani                              | 26 marzo 2020     | 100 % EPTV |
|      | TV7 Canale didattico                                        | 19 maggio 2020    | 100 % EPTV |
|      | TV8 Canale di Storia                                        | 1º novembre 2020  | 100 % EPTV |
|      | TV9 Canale parlamentare                                     | 26 maggio 2022    | 100 % EPTV |

#### Canali regionali
| Canale                                                    | Vecchio nome                              | Azionisti  |
| --------------------------------------------------------- | ----------------------------------------- | ---------- |
| TV1 Alger Canale generalista per Algeri e il centro       | Canal Alger RTA Télévision Alger          | 100 % EPTV |
| TV1 Oran Canale generalista per Orano e l'ovest           | Oran TV RTA Télévision Oran               | 100 % EPTV |
| TV1 Constantine Canale generalista per Costantina e l'est | Constantine TV RTA Télévision Constantine | 100 % EPTV |
| TV1 Ouargla Canale generalista per il sudest              | Ouargla TV RTA Télévision Ouargla         | 100 % EPTV |
| TV1 Béchar Canale generalista per il sudovest             | Béchar TV RTA Télévision Béchar           | 100 % EPTV |

#### Canali internazionali
| Logo   | Canale                                                                                  | Data di creazione | Azionisti                                                 |
| ------ | --------------------------------------------------------------------------------------- | ----------------- | --------------------------------------------------------- |
| centré | Euronews Canale paneuropeo d'informazione internazionale non stop (via EuronewsNBC).    | 1 gennaio 1993    | 53 % Media Globe Networks 0.15 % EPTV +23 altri azionisti |
| centré | Africanews Canale panafricano d'informazione internazionale non stop (via EuronewsNBC). | 4 gennaio 2016    | 53 % Media Globe Networks 0.15 % EPTV +23 altri azionisti |

### Radio
| Logo | Stazione                                                                    | Data di creazione | Azionisti                                                 |
| ---- | --------------------------------------------------------------------------- | ----------------- | --------------------------------------------------------- |
|      | Euronews radio Radio digitale d'informazione e di musica (via EuronewsNBC). | 2 ottobre 2012    | 53 % Media Globe Networks 0.15 % EPTV +23 altri azionisti |

## Programmi

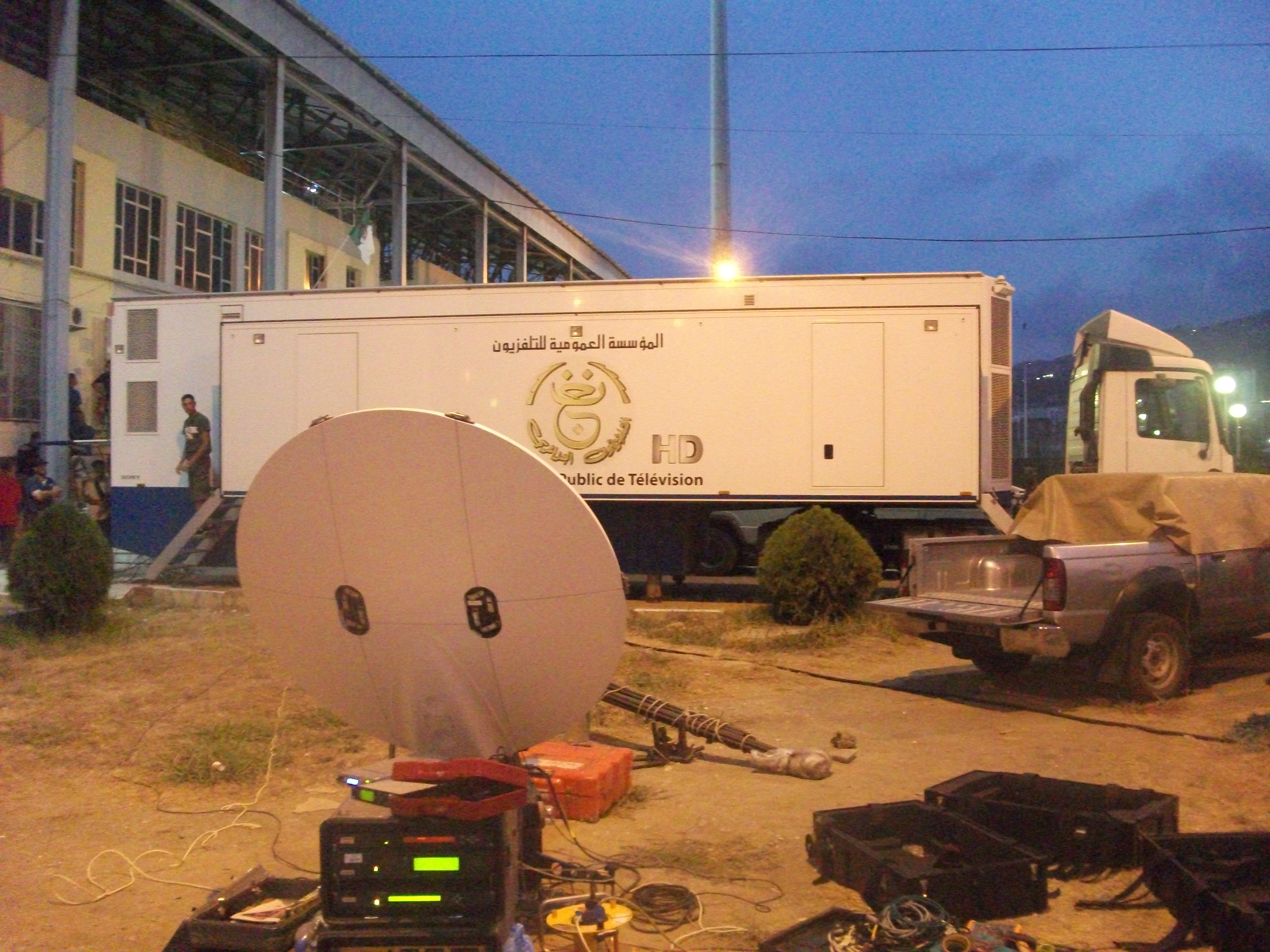
Camion registrazioni HD di EPTV nel 2013.

I canali di EPTV trasmettono in arabo, francese, berbero e inglese. La maggior parte dei telegiornali è accompagnata da una traduzione gestuale.
I suoi palinsesti sono composti principalmente da produzioni nazionali.

### Talk show, contenitori e rubriche
- …Et tout est possible!
- ‘Āylah Hāylah
- Al-Majallah al-Iqtiṣādiyyah
- Ahālil
- Ākhir Kalimah
- Alḥān wa Shabāb
- Avis religieux
- Beyyen Shṭārtek
- Bī’atunā
- Bonjour d'Algérie
- Bonjour Week-end
- Burj al-Abṭāl
- Canal Foot
- Chiche Atahaddak
- Culture Club
- Daghdaghah
- Dheḥchah w Ferjah
- DJ
- Familetna
- Fatāwá ‘Alā al-Hawá
- Fī Dā’irat adh-Dhaw’
- Ḥānūt Maker
- Ḥiwār as-Sa‘ah
- Hāju Lefkār
- Ibtisāmah
- Ibtisāmat al-‘Īd
- Ibtisāmat Ra’s as-Sanah
- Irshādāt Ṭibbiyyah
- Kawnī
- Khātem Sulaymān
- Lemmet Leḥbāb
- Lemmet Remḍān
- Li al-‘Ā’ilah
- Maḥlá Di al-‘Ashiyyah
- Mesk al-Līl
- Min Wāqi‘inā
- Mut‘at al-Mā’idah
- Niqāsh Maftūḥ
- Nujūm Khālidah
- Sā‘ah Riyādhah
- Ṣabāḥ al-Khayr Yā Djazā’ir
- Ṣabāḥiyyāt
- Ṣarāḥah Rāḥah
- Sāhlah Māhlah
- Star Academy Arabia
- Studio al-Muḥtarifīn
- Studio Live
- TV Rama
- Twahacht Bladi
- Zeyyen Dārek
- Zīnet al-Qe‘dah

### Soap opera e serie televisive
EPTV è una delle più importanti società di produzione di teleromanzi e serie televisive in Algeria. Tra le serie che ha prodotto:
- ‘Imārat al-Hāj Lekhdher
- A‘ṣāb wa Awtār
- Adh-Dhikrá al-Akhīrá
- Aḥlām Mu’ajjalah
- Al-Bedhrah
- Al-Ḥarīq
- Al-Imtiḥān aṣ-Ṣa‘b
- Al-Lā‘ib
- Aṣ-Ṣāḥah
- Axxam n Dda Mezian
- Bin'o Bine
- Bint Walad
- Bibiche w Bibicha
- Būḍū
- Chahra
- Caméra Café
- Dhākirat al-Jassad
- Djemai Family
- Dumū‘ al-Qalb
- Hob Fi Kafas El Itiham
- Koul Chi Aâdi
- Kouloub Fi Siraa
- Le Joueur
- Nass Mlah City
- Nūr al-Fajr
- Qahwet Mīmūn
- Qulūb fī Sirā‘
- Qulūb Taḥt ar-Ramād
- Rendez-vous avec le destin
- Saad El-Gat
- Samt El Abriyaa
- sihr el mordjane
- Shitā’ Bārid
- Sūq al-Hāj Lekhdher
- Switchers
- Taht El Moura9aba
- Qoloub Tahta Ramad

## Ricezione

### Satellite
I canali di EPTV sono trasmessi da diversi satelliti, che coprono Maghreb, Africa, Medio Oriente, Europa e America del Nord:
| Satellite          | Astra 1L                | Hotbird 13C      | Hotbird 13E       | Arabsat 5C    | Arabsat Badr 6 | Eutelsat 7WA                                                      | SES 4                                                             | Alcomsat-1                                      | Alcomsat-1              | Galaxy 19     |
| Posizione orbitale | 19.2° est               | 13° est          | 13° est           | 20° est       | 26° est        | 7.3° ovest                                                        | 22° ovest                                                         | 24.5° ovest                                     | 24.5° ovest             | 97° ovest     |
| Bouquet            | Télédiffusion d'Algérie | Eutelsat         | Globecast         | /             | /              | Télédiffusion d'Algérie                                           | Télédiffusion d'Algérie                                           | Télédiffusion d'Algérie                         | Télédiffusion d'Algérie | Globecast     |
| Canali             | Canal Algérie A3        | Canal Algérie A3 | Chaîne 4 Coran TV | Canal Algérie | Canal Algérie  | Télévision algérienne Canal Algérie A3 Chaîne 4 Coran TV Chaîne 6 | Télévision algérienne Canal Algérie A3 Chaîne 4 Coran TV Chaîne 6 | TV1 Canal Algérie A3 Chaîne 4 Coran TV Chaîne 6 | Tv7 Al Maarifa          | Canal Algérie |
| Frequenza          | 11597 MHz               | 12576 MHz        | 11034 MHz         | 3884 MHz      | 11785 MHz      | 11680 MHz                                                         | 12673 MHz                                                         | 12232 MHz                                       | 12360 MHz               | 11898 MHz     |
| Polarizzazione     | Verticale               | Verticale        | Verticale         | R             | Verticale      | Orizzontale                                                       | Orizzontale                                                       | Orizzontale                                     | Orizzontale             | Verticale     |
| Symbol Ratio       | 22000 ksym/s            | 27500 ksym/s     | 27500 ksym/s      | 27500 ksym/s  | 27500 ksym/s   | 27500 ksym/s                                                      | 20250 ksym/s                                                      | 15910 ksym/s                                    | 30000 ksym/s            | 22000 ksym/s  |
| FEC                | 5/6                     | 3/4              | 3/4               | 5/6           | 3/4            | 3/4                                                               | 3/4                                                               | 3/4                                             | 3/4                     | 3/4           |
| Modulazione        | QPSK                    | QPSK             | QPSK              | QPSK          | QPSK           | QPSK                                                              | QPSK                                                              | QPSK                                            | QPSK                    | QPSK          |

### Cavo
- Noos: Canal Algérie
- MC Cable: Canal Algérie

### Digitale terrestre
Dal 2011 EPTV è presente su piattaforma digitale terrestre; nel 2015 iniziò la transizione all'alta definizione, completata il 17 giugno 2020.